# Henry Wager Halleck
Henry Wager Halleck (Westernville, Nova York, 16 de gener de 1815 – Louisville (Kentucky), 9 de gener de 1872) fou un oficial de l'exèrcit dels Estats Units, jurista i universitari. Fou també un expert reputat en ciències militars, la qual cosa li valgué el sobrenom de «Old Brains» (literalment, vella intel·ligència). Participà activament en l'admissió de Califòrnia en tant que Estat i fou també un advocat brillant i un promotor immobiliari.
Des del principi de la Guerra de Secessió, fou oficial general de l'exèrcit de la Unió, amb el comandament sobre el teatre d'operacions de l'oest. Després fou durant dos anys, a comptar des del 23 de juliol de 1862, Comandant General de l'Exèrcit dels Estats Units. Tot seguit fou proposat al grau superior de Cap de l'estat major general, fins que el tinent general Ulysses S. Grant, el seu antic subordinat, enfortit per les seves victòries sobre el terreny, el reemplaçà en el seu lloc el 1864, per tota la durada de la guerra.